# East Region (Singapur)
Die East Region (oder Ost) ist eines der fünf Regionen des Stadtstaates Singapur. Sie hatte 2019 686.050 Einwohner (nur ansässige Einwohner). Die Region hat die zweithöchste Bevölkerungsdichte der fünf Regionen und die kleinste Landfläche. Bedok ist das bevölkerungsreichste Stadtviertel der Region und Tampines bildet das regionale Zentrum der Region. Auf einer Fläche von 93 km² befinden sich sechs Planungsgebiete sowie der Flughafen Changi und der Militärflugplatz Paya Lebar.

## Militär
Die Region beherbergt neben der Paya Lebar Air Base auch die Changi Naval Base und das Changi Prison, das erstmals 1936 von den Briten erbaut wurde und Singapurs älteste Internierungsanstalt ist. Während der japanischen Besatzung Singapurs im Zweiten Weltkrieg war es ein Kriegsgefangenenlager.

## Planungsgebiete
- Bedok
- Changi
- Changi Bay
- Pasir Ris
- Paya Lebar
- Tampines

## Wirtschaft
Changi ist auch eine wichtige Luftfahrt- und Handelszone in Singapur. Fluggesellschaften wie Singapore Airlines, SilkAir, Singapore Airlines Cargo, Jetstar Asia Airways, Scoot, Valuair und Tigerair haben hier ihren Hauptsitz. Der Changi Business Park in Changi South beherbergt auch mehrere kommerzielle Geschäftsstellen wie die DBS Bank und Standard Chartered. IBM hatte außerdem einen Technologiepark mit einer Investition in Höhe von 90 Millionen US-Dollar entlang der Tampines Industrial Avenue eingerichtet.
Am 30. November 2006 hatte IKEA das zweite Geschäft im Tampines Retail Park eröffnet und erstreckt sich über drei Stockwerke zusammen mit den angrenzenden Courts and Giant, die im Dezember 2006 und Februar 2007 eröffnet wurden. Diese drei Geschäfte sind die ersten mit Einzelhandelsgeschäften in Singapur. Kostenlose Shuttlebusse fahren von den Bahnhöfen Bedok, Tampines, Sengkang und Pasir Ris. Die öffentliche Busverbindung wird durch die Busverbindungen 27, 34, 58, 68, 118 und 168 bereitgestellt.

## Bildung

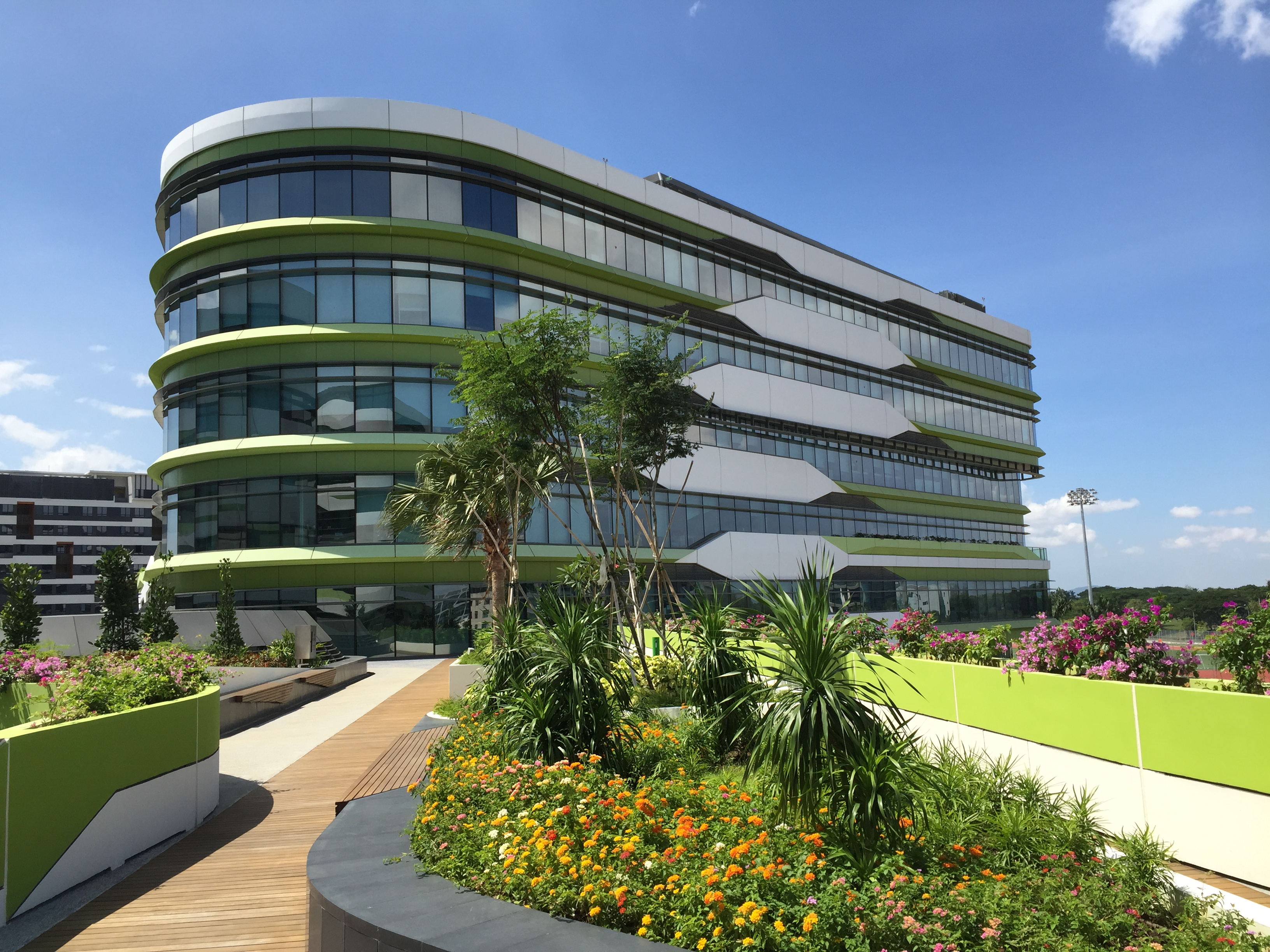
Singapore University of Technology and Design

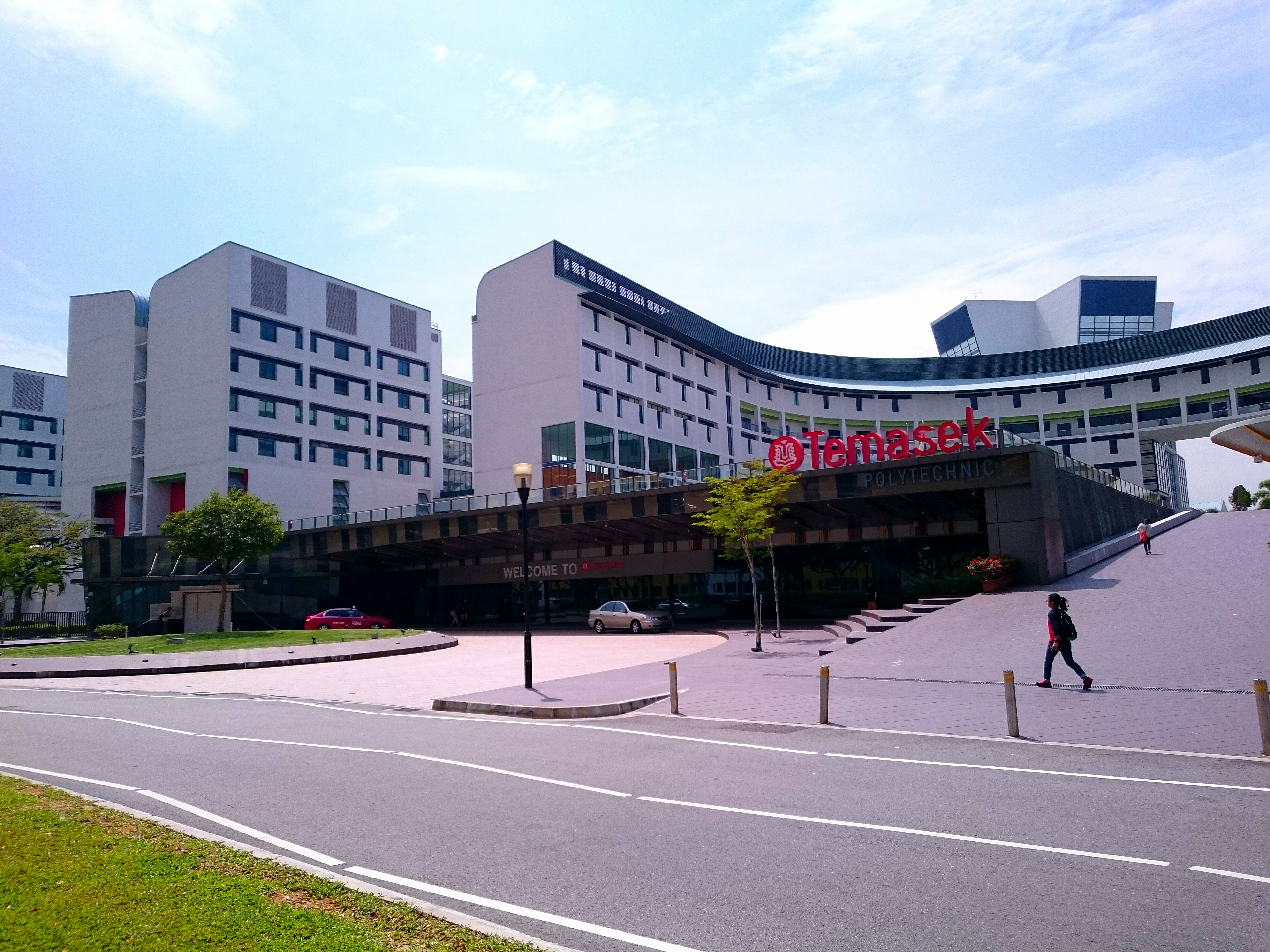
Temasek Polytechnic

Die regionalen Bildungseinrichtungen reichen von Vorschulen bis zu Grund- und weiterführenden Schulen und befinden sich in den verschiedenen Städten der Region Ost. Zudem gibt es hier auch verschiedene Hochschulen wie das ITE College East, die Singapore University of Technology and Design, das Temasek Polytechnic sowie sechs internationale Schulen: Global Indian International School (GIIS), East Coast Campus, NPS International School, Sekolah Indonesia Singapura, Overseas Family School und das United World College für Südostasien (Tampines Campus) sowie eine Sonderschule, die Katong School (APSN).

## Verkehr
Die östliche Region ist derzeit über die East West Line und die Downtown Line verbunden. Die zukünftige Thomson-East Coast Line befindet sich im Bau.

## Galerie

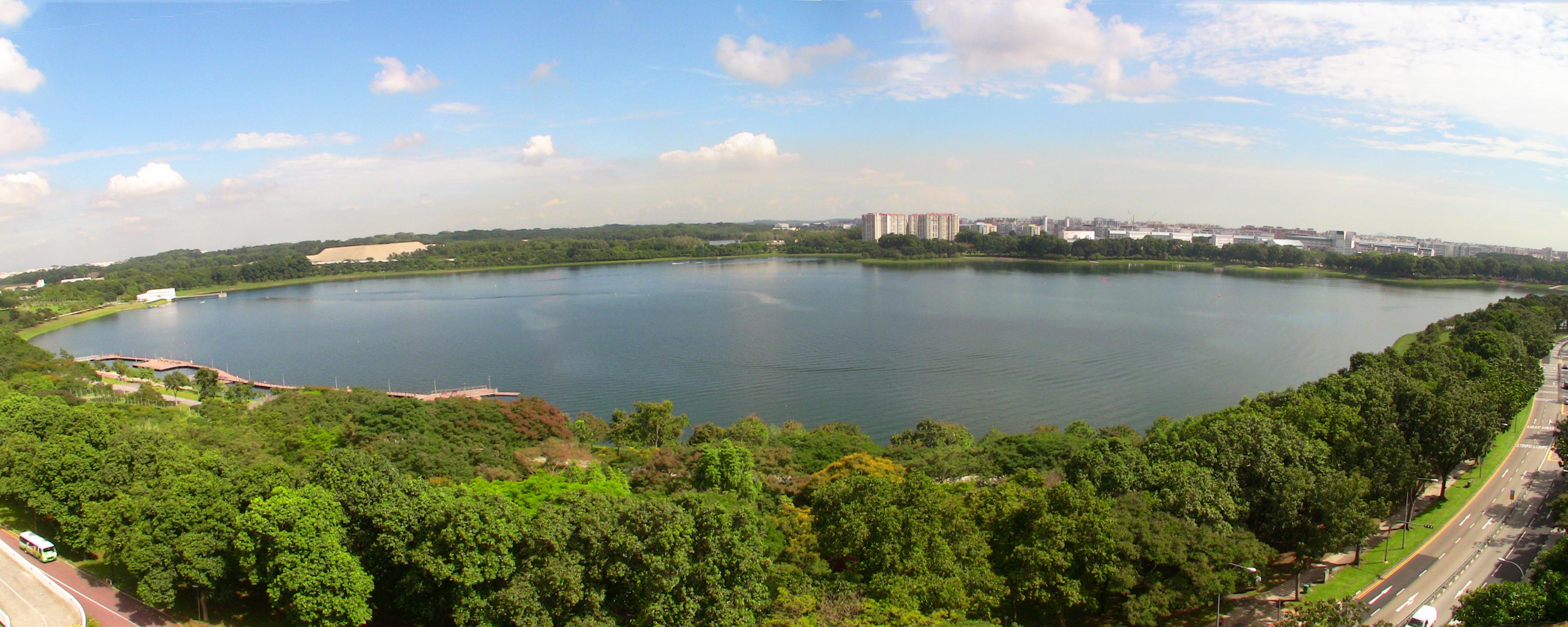
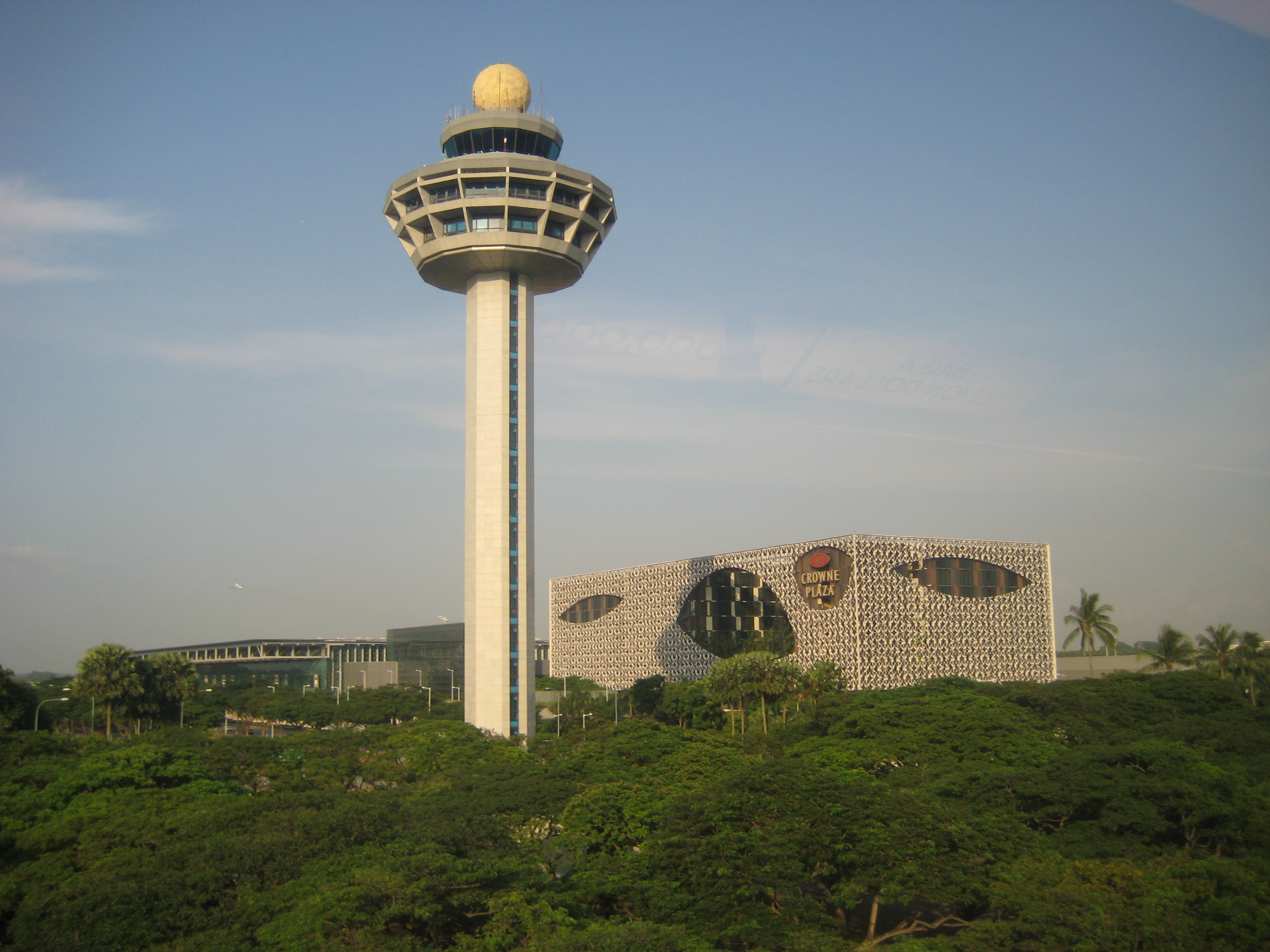
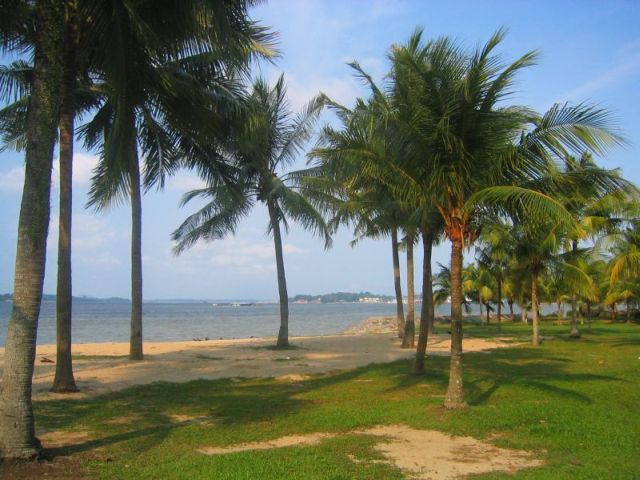
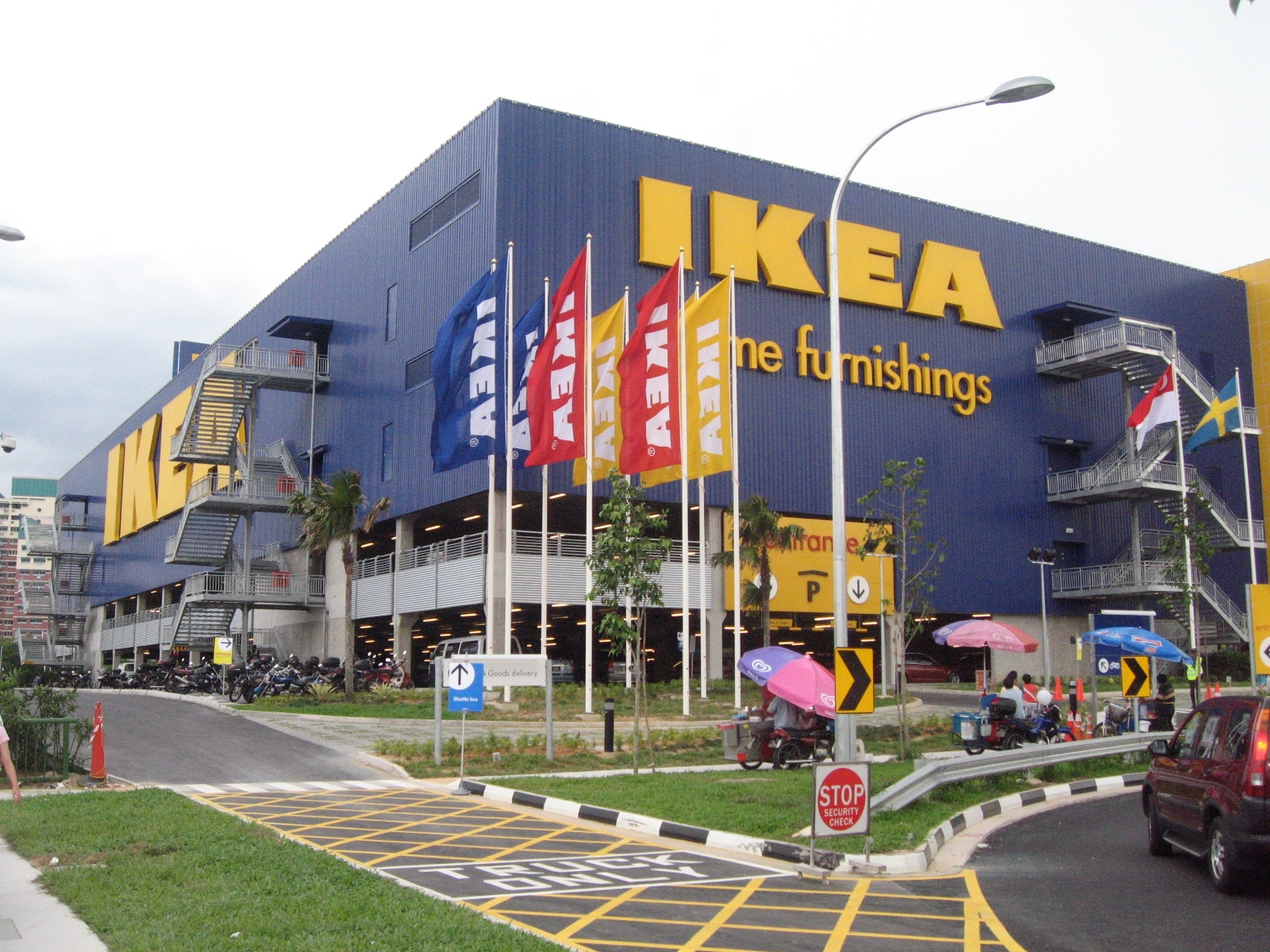
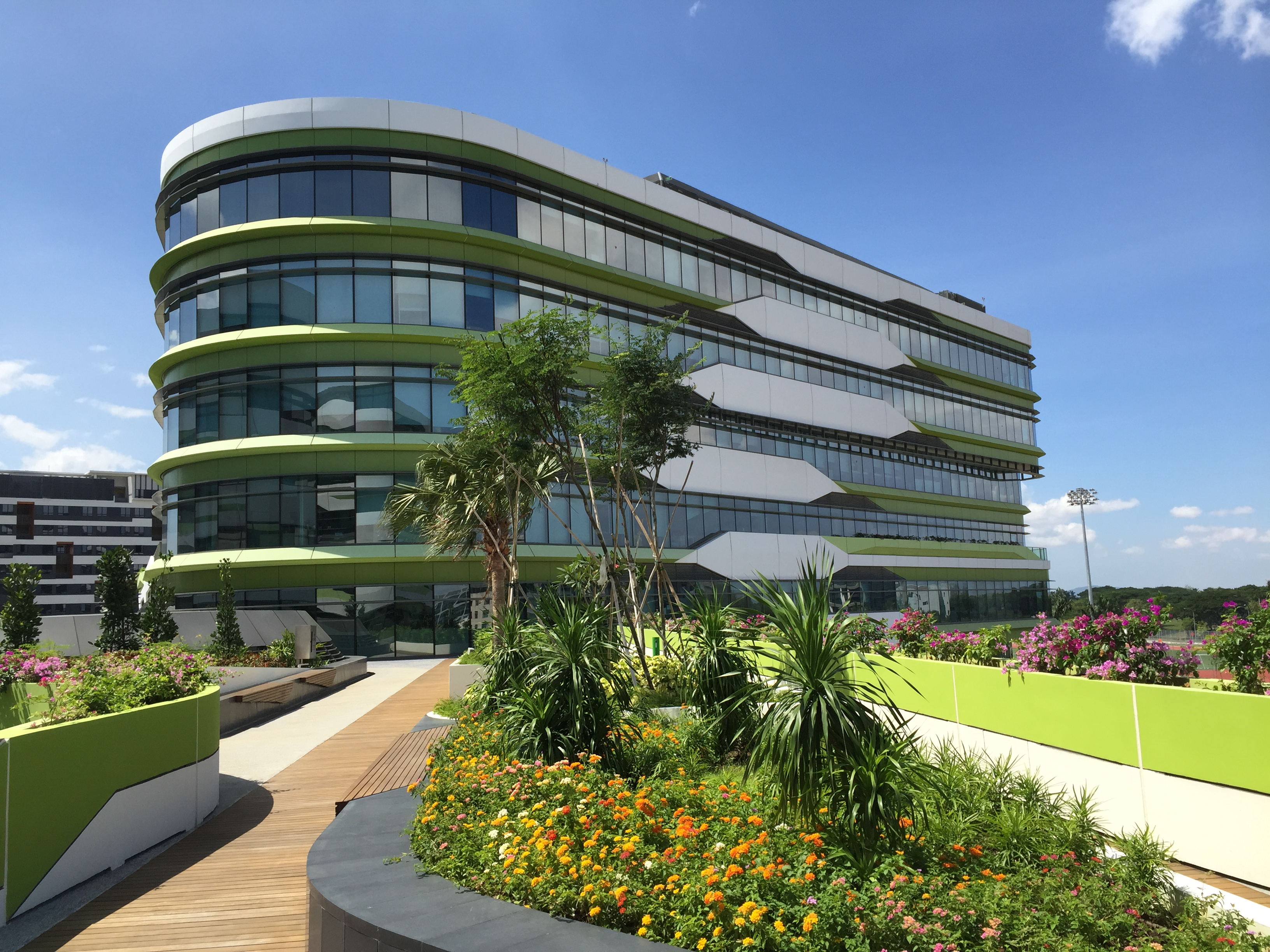